# 이치노세 히데카즈
이치노세 히데카즈(일본어: 市瀬秀和, 1975년 3월 16일 ~ )는 일본의 성우이다. 대표 작품으로는 《가정교사 히트맨 REBORN!》의 고쿠데라 하야토가 있다.

## 출연 작품

### TV 애니메이션
2006년
- 가정교사 히트맨 리본!(고쿠데라 하야토)

2012년
- 포요포요 관찰일기(사토 히데)